# فارمنغتون (ميزوري)
فارمنغتون (بالإنجليزية: Farmington)‏ هي مدينة أمريكية تقع في ولاية ميزوري. تبلغ مساحة هذه المدينة 23.3 (كم²)،ويبلغ عدد سكانها 16240 نسمة حسب إحصاء سنة 2010 م 16240.تشير إحصاءات سنة 2000م بأن الكثافة السكانية في هذه المدينة تقدر بـ(693.8) نسمة/كم2 

## التركيبة السكانية
قام مكتب تعداد الولايات المتحدة بتحديد بيانات التركيبة السكانية لفارمنغتون في تعداد الولايات المتحدة. في ما يلي، التركيبة السكانية حسب تعدادي 2000 و2010.

### تعداد عام 2000
بلغ عدد سكان فارمنغتون 13,924 نسمة بحسب تعداد عام 2000، وبلغ عدد الأسر 4,647 أسرة وعدد العائلات 2,909 عائلة مقيمة في المدينة. في حين سجلت الكثافة السكانية 1,555.0 نسمة لكل ميل مربع (600.4/كم2). وبلغ عدد الوحدات السكنية 5,003 وحدة بمتوسط كثافة قدره 558.7 نسمة لكل ميل مربع (215.7/كم2).
وتوزع التركيب العرقي للمدينة بنسبة 89.73% من البيض و 0.50% من الأمريكيين الأصليين و 0.73% من الأمريكيين ذوي الأصول الآسيوية و 0.01% من سكان جزر المحيط الهادئ و 7.36% من الأمريكيين الأفارقة و 1.34% من عرقين مختلطين أو أكثر.
بلغ عدد الأسر 4,647 أسرة كانت نسبة 28.6% منها لديها أطفال تحت سن الثامنة عشر تعيش معهم، وبلغت نسبة الأزواج القاطنين مع بعضهم البعض 47.7% من أصل المجموع الكلي للأسر، ونسبة 11.6% من الأسر كان لديها معيلات من الإناث دون وجود شريك، وكانت نسبة 37.4% من غير العائلات. تألفت نسبة 32.5% من أصل جميع الأسر من أفراد ونسبة 14.8% كانوا يعيش معهم شخص وحيد يبلغ من العمر 65 عاماً فما فوق. وبلغ متوسط حجم الأسرة المعيشية 2.88، أما متوسط حجم العائلات فبلغ 2.28.
بلغ العمر الوسطي للسكان 37 عاماً. وكانت نسبة 18.9% من القاطنين تحت سن الثامنة عشر، وكانت نسبة 10.6% بين الثامنة عشر والأربعة وعشرون عاماً، ونسبة 33.5% كانت واقعةً في الفئة العمرية ما بين الخامسة والعشرون حتى والأربعة وأربعون عاماً، ونسبة 20.0% كانت ما بين الخامسة والأربعون حتى الرابعة والستون، ونسبة 17.1% كانت ضمن فئة الخامسة والستون عاماً فما فوق. يوجد لكل 100 أنثى 131.3 ذكر، ويوجد لكل 100 أنثى في الثامنة عشر من عمرها فما فوق 137.7 ذكر.
بلغ متوسط دخل الأسرة في المدينة 30,251 دولار، أما متوسط دخل العائلة فبلغ 39,899 دولار. وكان متوسط دخل الذكور 27,448 دولار مقابل 20,330 دولار للإناث. وسجل دخل الفرد الخاص بالمدينة 14,706 دولار. وكانت نسبة 8.9% من العائلات ونسبة 12.4% من السكان تحت خط الفقر،

### تعداد عام 2010
بلغ عدد سكان فارمنغتون 16,240 نسمة بحسب تعداد عام 2010، وبلغ عدد الأسر 5,620 أسرة وعدد العائلات 3,313 عائلة مقيمة في المدينة. في حين سجلت الكثافة السكانية 1,736.9 نسمة لكل ميل مربع (670.6/كم2). وبلغ عدد الوحدات السكنية 6,172 وحدة بمتوسط كثافة قدره 660.1 لكل ميل مربع (254.9/كم2).
وتوزع التركيب العرقي للمدينة بنسبة 90.26% من البيض و 0.32% من الأمريكيين الأصليين و 0.80% من الأمريكيين ذوي الأصول الآسيوية و 7.14% من الأمريكيين الأفارقة و 1.13% من عرقين مختلطين أو أكثر.
بلغ عدد الأسر 5,620 أسرة كانت نسبة 30.6% منها لديها أطفال تحت سن الثامنة عشر تعيش معهم، وبلغت نسبة الأزواج القاطنين مع بعضهم البعض 40.8% من أصل المجموع الكلي للأسر، ونسبة 13.8% من الأسر كان لديها معيلات من الإناث دون وجود شريك، بينما كانت نسبة 4.4% من الأسر لديها معيلون من الذكور دون وجود شريكة وكانت نسبة 41.0% من غير العائلات. تألفت نسبة 34.7% من أصل جميع الأسر من أفراد ونسبة 15.9% كانوا يعيش معهم شخص وحيد يبلغ من العمر 65 عاماً فما فوق. وبلغ متوسط حجم الأسرة المعيشية 2.88، أما متوسط حجم العائلات فبلغ 2.26.
بلغ العمر الوسطي للسكان 37.6 عاماً. وكانت نسبة 19% من القاطنين تحت سن الثامنة عشر، وكانت نسبة 9.9% بين الثامنة عشر والأربعة وعشرون عاماً، ونسبة 31.2% كانت واقعةً في الفئة العمرية ما بين الخامسة والعشرون حتى والأربعة وأربعون عاماً، ونسبة 24.7% كانت ما بين الخامسة والأربعون حتى الرابعة والستون، ونسبة 15.1% كانت ضمن فئة الخامسة والستون عاماً فما فوق. وتوزع التركيب الجنسي للسكان بنسبة 56.3% ذكور و43.7% إناث.